# Futbol a Suècia

El futbol és l'esport més popular a Suècia, amb més de 240.000 llicències, 3.200 clubs en actiu que formen més de 8.500 equips i 7.900 camps arreu del país.

## Història

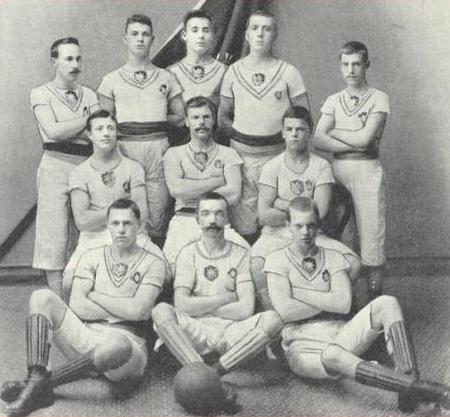
Örgryte IS el 1896.

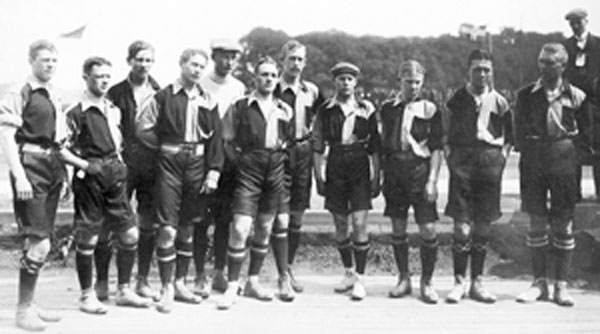
Primer equip de Suècia el 1908.

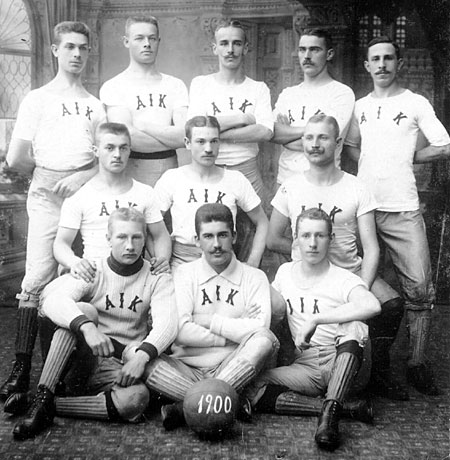
AIK el 1900.

El futbol arribà a Suècia al voltant del 1870, practicat a clubs gimnàstics. El primer organisme creat fou el Svenska Idrottsförbundet, fundat el 1895 a Göteborg, que organitzà el primer campionat Svenska Mästerskapet el 1896 guanyat per Örgryte IS. El campionat es disputà fins 1925 quan es disputà la primera lliga nacional, Allsvenskan.
Els primers clubs apareguts al país foren: Gävle IF (1882), Örgryte IS (1887), AIK Solna (1891), Djurgårdens IF (1891), GAIS Göteborg (1894), Svartviks IF (1894), IFK Norrköping (1897), Hammarby IF (1897), IFK Eskilstuna (1897), Sollefteå GIF (1898), IFK Malmö (1899), Redbergslid IK (1899), Reymersholm IK (1899), IFK Luleå (1900) i IFK Sundsvall (1900).
La selecció de Suècia disputà el seu primer partit el 1908 davant Noruega. Els seus majors èxits foren una segona posició a la Copa del Món de 1958 i dues terceres als Mundials de 1950 i 1994, a més de la victòria als Jocs Olímpics de 1948. A més, la selecció femenina fou campiona europea el 1984, i segona al Mundial de 2003.

## Competicions
- Allsvenskan (primera divisió)[3]
- Superettan (segona divisió)[3]
- Svenska Cupen
- Supercopa sueca de futbol
- Fyrkantserien (desapareguda)
- Svenska Serien (desapareguda)

## Principals clubs
Equips amb més participacions en la primera divisió sueca.
- IFK Göteborg
- Malmö FF
- AIK Solna
- IFK Norrköping
- IF Elfsborg
- Helsingborgs IF
- Örgryte IS
- Djurgårdens IF
- Halmstads BK
- GAIS Göteborg
- Hammarby IF
- Örebro SK
- Östers IF
- Landskrona BoIS
- Degerfors IF
- Kalmar FF
- Sandvikens IF
- IK Brage
- Åtvidabergs FF
- IK Sleipner

## Jugadors destacats
Font:
Des de 1910
- Erik Börjesson
- Helge Ekroth
- Karl Gustafsson
- Theodor Malm

Des de 1920
- Sven Friberg
- Putte Kock
- Sigfrid Lindberg
- Sven Rydell

Des de 1930
- Sven Jonasson
- Tore Keller
- Nils Rosén
- Gustav Wetterström

Des de 1940
- Henry Carlsson
- Gunnar Gren
- Erik Nilsson
- Bertil Nordahl
- Gunnar Nordahl
- Knut Nordahl
- Kjell Rosén
- Stig Sundqvist

Des de 1950
- Sune Andersson
- Orvar Bergmark
- Bengt Gustavsson
- Kurt Hamrin
- Hasse Jeppson
- Ake Johansson
- Nils Liedholm
- Bror Mellberg
- Lennart Skoglund
- Kalle Svensson

Des de 1960
- Ove Kindvall
- Roger Magnusson
- Örjan Persson
- Agne Simonsson
- Tommy Svensson

Des de 1970
- Bjorn Andersson
- Ralf Edström
- Ronnie Hellström
- Bo Larsson
- Bjorn Nordqvist

Des de 1980
- Glenn Hysén
- Thomas Ravelli
- Glenn Peter Strömberg

Des de 1990
- Kennet Andersson
- Patrik Andersson
- Joachim Björklund
- Tomas Brolin
- Martin Dahlin
- Henrik Larsson
- Anders Limpar
- Johan Mjällby
- Roland Nilsson
- Stefan Schwarz
- Jonas Thern

Des de 2000
- Niclas Alexandersson
- Zlatan Ibrahimović
- Fredrik Ljungberg
- Olof Mellberg

Des de 2010
- Marcus Berg
- Andreas Isaksson
- Kim Källström
- Sebastian Larsson

## Principals estadis

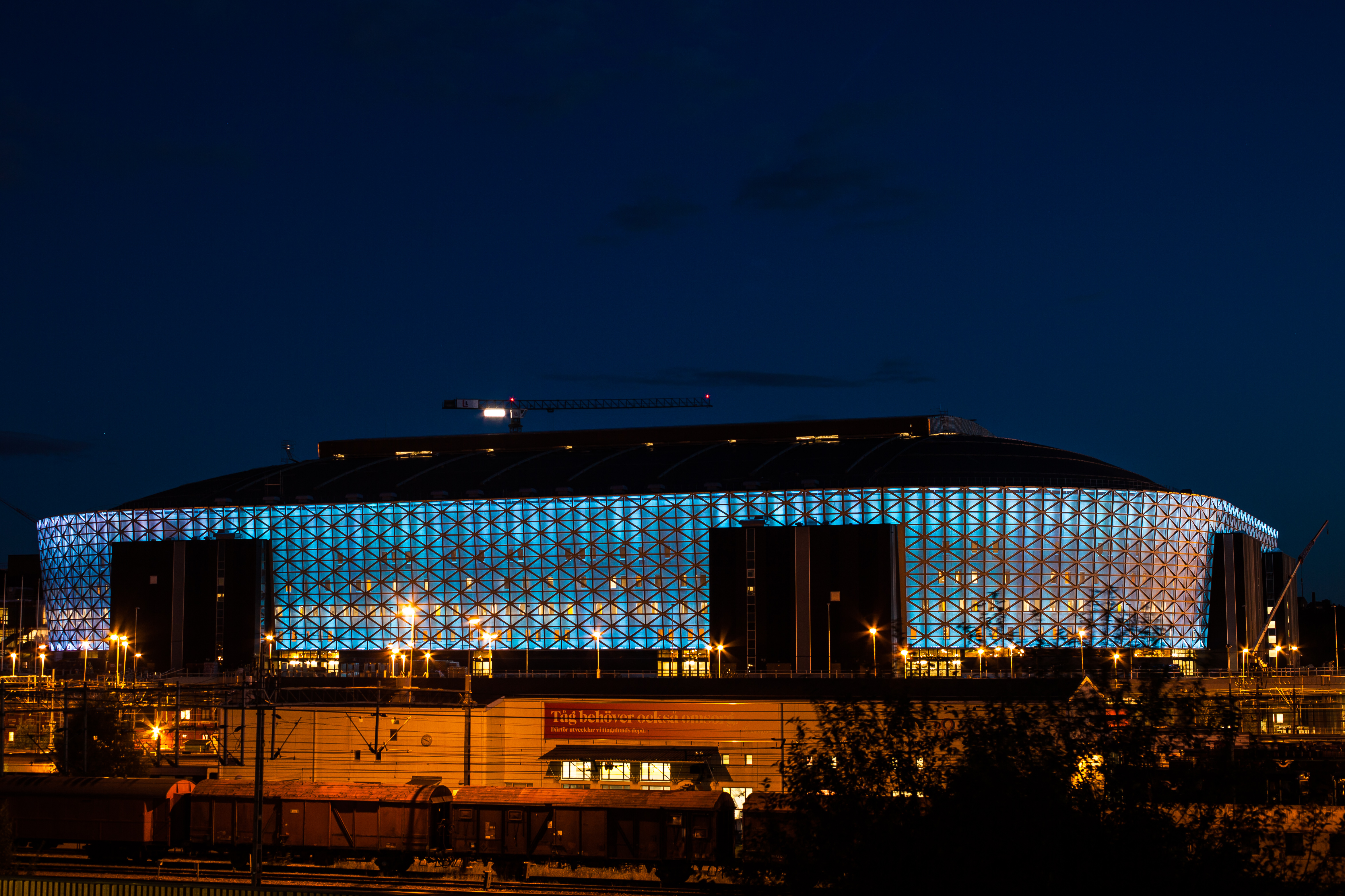
Friends Arena a Solna.

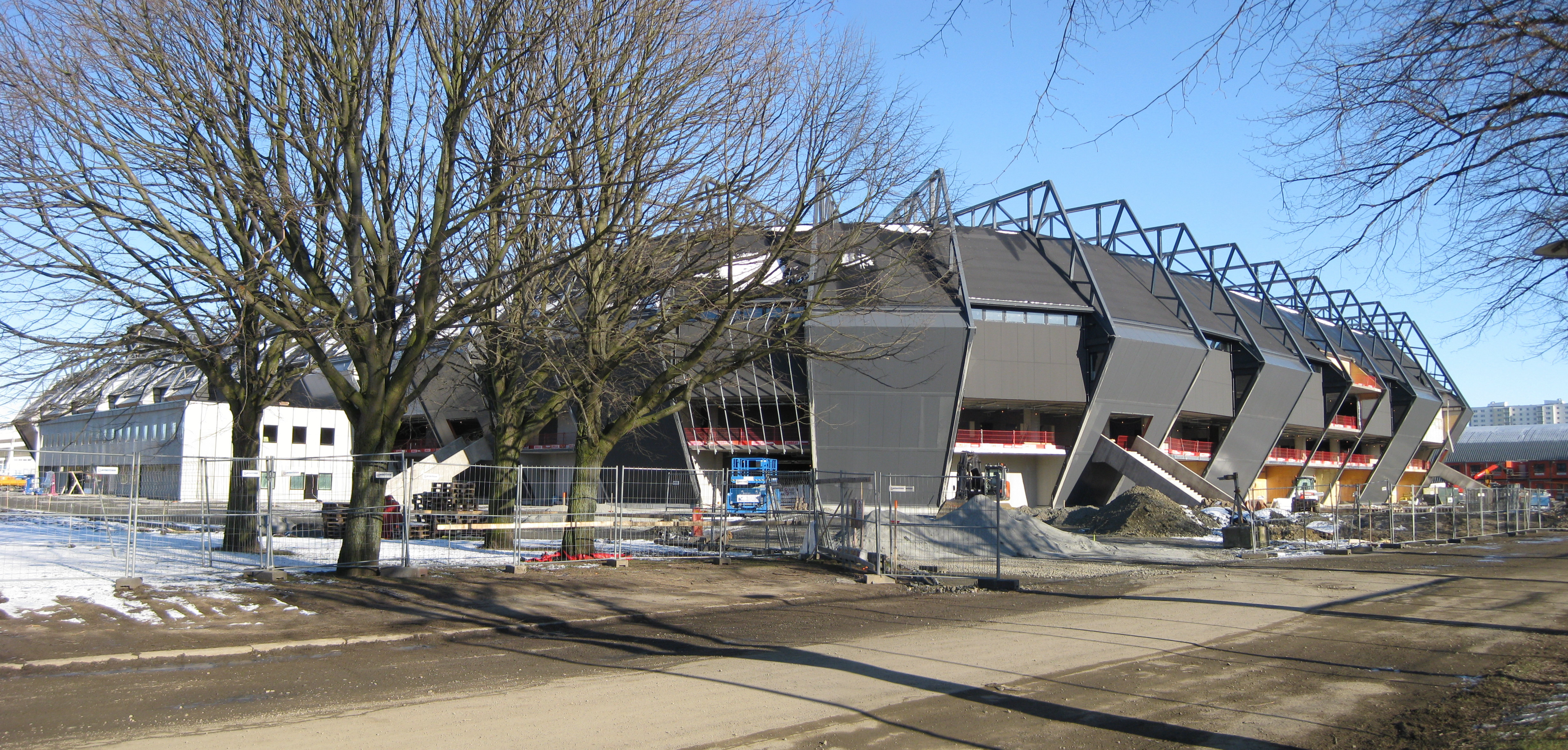
Stadion (Malmö).

| Pos. | Estadi        | Ciutat      | Capacitat | Club                                         | Ref    |
| ---- | ------------- | ----------- | --------- | -------------------------------------------- | ------ |
| 1    | Friends Arena | Solna       | 50.000    | Suècia AIK                                   | [ 10 ] |
| 2    | Tele2 Arena   | Estocolm    | 30.000    | Djurgårdens IF Hammarby                      | [ 11 ] |
| 3    | Stadion       | Malmö       | 24.000    | Malmö FF                                     | [ 12 ] |
| 4    | Gamla Ullevi  | Göteborg    | 18.416    | Suècia femenina IFK Göteborg GAIS Örgryte IS | [ 13 ] |
| 5    | Nya Parken    | Norrköping  | 17.234    | IFK Norrköping IK Sleipner                   | [ 14 ] |
| 6    | Borås Arena   | Borås       | 16.899    | IF Elfsborg Norrby IF                        | [ 15 ] |
| 7    | Olympia       | Helsingborg | 16.500    | Helsingborgs IF                              | [ 16 ] |